# Tokoro
Dit overzicht is mogelijk incompleet; u kunt helpen door het uit te breiden.
 Tokoro  (Japans: 常呂町, Tokoro-chō) was een gemeente in het District Tokoro van de subprefectuur Abashiri in Hokkaido, Japan. Op 5 maart 2006 hield de gemeente op te bestaan als zelfstandige entiteit toen het werd aangehecht bij de stad Kitami.
Op 28 februari 2006 had de gemeente een geschatte bevolking van 4889 inwoners en een bevolkingsdichtheid van 17,5 inw./km². De totale oppervlakte bedroeg 278,29 km².

## Geboren in Tokoro
- Yumie Hayashi (林 弓枝, Hayashi Yumie), een curlingspeelster
- Mati Motohashi (本橋 麻里, Motohashi Mari), curlingspeelster